# Northwold
Northwold – wieś w Anglii, w hrabstwie Norfolk, w dystrykcie King’s Lynn and West Norfolk. Leży 50 km na zachód od Norwich i 125 km na północny wschód od Londynu. Miejscowość liczy 1070 mieszkańców.